# Boknopping
Boknopping (Entoloma placidum) är en svampart som först beskrevs av Elias Fries, och fick sitt nu gällande namn av Zerova 1979. Boknopping ingår i släktet Entoloma och familjen Entolomataceae.  Arten är reproducerande i Sverige. Inga underarter finns listade i Catalogue of Life.